# Stenoonops halatus
Stenoonops halatus är en spindelart som beskrevs av Arthur M. Chickering 1969. Stenoonops halatus ingår i släktet Stenoonops och familjen dansspindlar. Inga underarter finns listade i Catalogue of Life.